# Окуньков, Андрей Юрьевич
Андре́й Ю́рьевич Окунько́в (род. 26 июля 1969, Москва) — российский и американский математик, лауреат Филдсовской премии. Основные работы посвящены теории представлений и её приложениям к алгебраической геометрии, математической физике, теории вероятностей и теории специальных функций.
Член Национальной академии наук США (2012) и Американской академии искусств и наук (2016).

## Биография
Учился в московской 204-й школе. Поступил на экономический факультет МГУ, где проучился до призыва в армию. Пройдя срочную службу в вооруженных силах, перевёлся на мехмат МГУ, который окончил в 1993 году. Во время учёбы преподавал в Экономико-математической школе при МГУ. Выпускник аспирантуры Независимого Московского университета. Защитил кандидатскую диссертацию в МГУ в 1995 году под руководством Александра Кириллова.
Первые работы относились к теории представлений и к теории случайных матриц, работал в сотрудничестве с Григорием Ольшанским и Алексеем Бородиным.
Методами статистической физики изучал формы поверхностей кристаллов, средствами алгебраической геометрии обнаружил наличие плоских участков границы и вычислил их число, впоследствии эти результаты получили экспериментальное подтверждение.
В 1996 году Окуньков переехал в США, где работал доцентом (assistant professor) в Калифорнийском университете в Беркли, а с 2002 года по 2010 год — профессором Принстонского университета.
В 2004 году сделал пленарный доклад на Европейском математическом конгрессе.
В 2006 году на XXV Международном математическом конгрессе в Мадриде Окунькову была присуждена Медаль Филдса «за достижения, соединяющие теорию вероятностей, теорию представлений и алгебраическую геометрию».
С 2010 года — профессор Колумбийского университета.
В феврале 2014 года стал одним из научных руководителей международной лаборатории теории представлений и математической физики факультета математики Высшей школы экономики.

## Награды и отличия
2006 - лауреат международной математической премии Филдса 